# Sé (Braga)

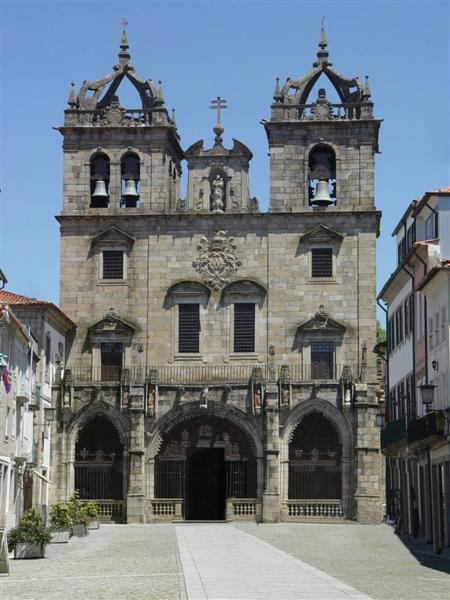
Sé de Braga

Sé é uma zona urbana da cidade portuguesa e do município de Braga que foi sede da extinta freguesia da Sé que tinha 0,37 km² de área e 3 358 habitantes (2011), e, por isso, uma densidade populacional de 9 075,7 hab/km². Era nesta freguesia que se localizava a Sé de Braga.
A freguesia da Sé extinta em 2013, no âmbito de uma reforma administrativa nacional, tendo sido agregada às freguesias de Maximinos e Cividade, para formar uma nova freguesia denominada União das Freguesias de Braga (Maximinos, Sé e Cividade) com a sede em Maximinos.

## População
| População da freguesia de Braga (Sé) (1864 – 2011) | População da freguesia de Braga (Sé) (1864 – 2011) | População da freguesia de Braga (Sé) (1864 – 2011) | População da freguesia de Braga (Sé) (1864 – 2011) | População da freguesia de Braga (Sé) (1864 – 2011) | População da freguesia de Braga (Sé) (1864 – 2011) | População da freguesia de Braga (Sé) (1864 – 2011) | População da freguesia de Braga (Sé) (1864 – 2011) | População da freguesia de Braga (Sé) (1864 – 2011) | População da freguesia de Braga (Sé) (1864 – 2011) | População da freguesia de Braga (Sé) (1864 – 2011) | População da freguesia de Braga (Sé) (1864 – 2011) | População da freguesia de Braga (Sé) (1864 – 2011) | População da freguesia de Braga (Sé) (1864 – 2011) | População da freguesia de Braga (Sé) (1864 – 2011) |
| -------------------------------------------------- | -------------------------------------------------- | -------------------------------------------------- | -------------------------------------------------- | -------------------------------------------------- | -------------------------------------------------- | -------------------------------------------------- | -------------------------------------------------- | -------------------------------------------------- | -------------------------------------------------- | -------------------------------------------------- | -------------------------------------------------- | -------------------------------------------------- | -------------------------------------------------- | -------------------------------------------------- |
| 1864                                               | 1878                                               | 1890                                               | 1900                                               | 1911                                               | 1920                                               | 1930                                               | 1940                                               | 1950                                               | 1960                                               | 1970                                               | 1981                                               | 1991                                               | 2001                                               | 2011                                               |
| 2 879                                              | 2 967                                              | 2 784                                              | 3 243                                              | 3 493                                              | 3 089                                              | 3 562                                              | 3 860                                              | 3 884                                              | 3 504                                              | 2 271                                              | 2 932                                              | 4 468                                              | 3 587                                              | 3 358                                              |

## Património
- Cruzeiro do Campo das Hortas e Cruzeiro de Sant'Ana
- Arco da Porta Nova
- Braga (incerta via) - 21 marcos miliários de Braga (série Capela)
- Sé de Braga
- Via de Braga a Guimarães, 2 marcos miliários (série Capela)
- Igreja da Misericórdia de Braga
- Paço Episcopal Bracarense ou Antigo Paço Episcopal Bracarense
- Pelourinho de Braga
- Ruínas romanas das Carvalheiras
- Casa Grande ou Casa dos Cunha Reis
- Casa Pimentel (Casa Oitocentista)
- Casa dos Biscaínhos
- Edifício da Câmara Municipal de Braga
- Casa de Santa Cruz do Igo

## Resultados eleitorais para a Junta de Freguesia
| Partidos     | %    | M    | %    | M    | %    | M    | %    | M    | %    | M    | %    | M    | %    | M    | %    | M    | %    | M    | %    | M    |
| Partidos     | 1976 | 1976 | 1979 | 1979 | 1982 | 1982 | 1985 | 1985 | 1989 | 1989 | 1993 | 1993 | 1997 | 1997 | 2001 | 2001 | 2005 | 2005 | 2009 | 2009 |
| ------------ | ---- | ---- | ---- | ---- | ---- | ---- | ---- | ---- | ---- | ---- | ---- | ---- | ---- | ---- | ---- | ---- | ---- | ---- | ---- | ---- |
| PS           | 33,1 | 3    | 45,1 | 7    | 49,1 | 7    | 38,6 | 4    | 42,4 | 5    | 49,2 | 5    | 47,1 | 5    | 39,0 | 4    | 27,6 | 3    | 22,8 | 2    |
| CDS-PP       | 26,2 | 3    | 21,6 | 3    |      |      |      |      | 5,4  |      | 4,6  |      | 6,2  |      |      |      |      |      |      |      |
| PPD/PSD      | 19,1 | 2    | 18,6 | 2    |      |      | 40,5 | 4    | 32,7 | 3    | 27,6 | 3    | 24,4 | 2    |      |      |      |      |      |      |
| FEPU/APU/CDU | 12,0 | 1    | 11,9 | 1    | 13,2 | 1    | 11,1 | 1    | 15,1 | 1    | 16,1 | 1    | 18,5 | 2    | 24,3 | 2    | 36,6 | 4    | 45,5 | 5    |
| PSD-CDS-PPM  |      |      |      |      | 34,5 | 5    |      |      |      |      |      |      |      |      | 29,7 | 3    | 25,3 | 2    | 23,7 | 2    |